# Tal Skinner
Talvin Skinner, detto Tal (Berlin, 10 settembre 1952), è un ex cestista e allenatore di pallacanestro statunitense, professionista nella NBA.

## Carriera
Venne selezionato dai Seattle SuperSonics al terzo giro del Draft NBA 1974 (44ª scelta assoluta).